# Emil Castagnier
Emil Castagnier (エミル・キャスタニエ Emiru Kyasutanie?) es el protagonista del videojuego para la consola Wii, Tales of Symphonia: Dawn of the New World. Su carácter es noble y tímido, pero cuando se vuelve Ratatosk es totalmente opuesto a eso.

## Su historia

### La purga de sangre de Palmacosta y su presente
Los padres de Emil fueron asesinados por Decus, quien estaba poseyendo a Lloyd Irving, el héroe de Tales of Symphonia. A pesar de que es retratado como un cobarde, el cumple con la responsabilidad de defender a su compañera de equipo Marta Lualdi, quien era la portadora del Núcleo (core) de Ratatosk, formando un pacto con el Señor de los Monstruos, Ratatosk, y así convirtiéndose en Caballero de Ratatosk. Cuando requiere el poder de Ratatosk, este hace que Emil torne su carácter más peligrosamente, su voz se hace más grave y sus ojos se enrojecen, haciendo que parezca un luchador que no perdona a nadie. Durante todo su viaje, ayuda a Marta a recuperar todos los núcleos de los Summon Spirits y al final, vengar la muerte de sus padres. Al final del juego (y dependiendo de como haya hecho la trama el jugador) Emil se enamora de Marta.

### Un inicio humilde
Hacia el comienzo de la historia, se ve a Emil protegiendo a Marta durante la purga de sangre en Palmacosta. Después de dejarla a su suerte, Emil regresa con sus padres, quienes ya empezaban a morir porque Lloyd los atacó. Las últimas palabras de su madre fueron que buscara refugio en Luin con sus familiares. Después de esta secuencia de introducción, la historia salta hacia adelante en el tiempo, Emil se encuentra en Luin, viviendo con su tía Flora y su tío Alba. Emil no se relaciona tanto con sus tíos, además del resto de la ciudad, debido a que él se ve como un "partidario" de The Vanguard, una organización que se rebela contra la Iglesia de Martel y Lloyd, quien dirigió el ataque a Palmacosta años atrás; irónicamente, es considerado un gran héroe por muchas personas.
Un día en Luin, Emil despierta después de que escucha el aullido de un monstruo, luego se encuentra con Richter quien lo defiende de unos chicos abusivos. Richter le dice a Emil muchas cosas que lo ayudarn a seguir adelante en gran parte del juego, luego Emil se separa de Richter, porque él buscaba a Marta, quien poseía el núcleo de Ratatosk en su frente. Fuera de Luin, Emil busca el origen del aullido que escuchó al principio y ahí se reencuentra con Marta.
- Datos: Q5830770